# Carl Österblom
Carl Edward Österblom, född 28 april 1872 i Kimito, död 30 maj 1954 i Helsingfors, var en finländsk skulptör.
Österbloms verk omfattar Riddarsalens väggsniderier på Svidja slott i Sjundeå, Kimito och Pargas kyrkor och marmorpalatset i Helsingfors. Väggsniderierna på Svidja slott utfördes under fyra års tid. Han ägnades en utställning på Pargas hembygdsmuseum 2009.
Carl var son till timmermannen Frans Mikael Österblom (1832–1920) och Erika Vilhelmina Österblom, född Lindblom. Han var bror till läraren och författaren Frans Vilhelm Österblom.